# 开锅
开锅和养锅指的是对炊具进行高温表面处理，达到防锈、防粘的目的的过程。生铁和碳鋼炊具容易生锈，所以几乎都会进行开锅；其他材料（如不锈钢、铝）也可以借此防粘。按照化学反应温度进行分类，开锅可以分成两类：
- 油性开锅，是指在锅上使用不饱和油脂加热到烟点后发生聚合反应，生成生物塑料涂层的过程。大部分家庭开锅都是如此进行。[1]
- 铁性开锅，是指在锅上使用饱和油脂加热到450 °C，生成纳米Fe3O4球体的过程。这类开锅只能用于生铁、碳钢等化学性质活泼的表面，一般用于专业中式烹饪。[2]

无论是何种开锅，其目的都是生成疏水、亲油涂层，防止含水多的食物接触到亲水的金属粘上，对炸、烤、烘来说较为重要。